# Orchesticus abeillei
La tangara parda (Orchesticus abeillei) también denominada frutero castaño, es una especie de ave paseriforme de la familia Thraupidae, la única del género monotípico Orchesticus. Es endémica de la Mata Atlántica del sureste de Brasil.

## Distribución y hábitat
Se distribuye por el sureste de Brasil, desde el sur de Bahía y noreste de Minas Gerais hacia el sur hasta el este de Paraná y noreste de Santa Catarina.
Esta especie es considerada de poco común a localmente bastante común en su hábitat natural: los bosques montanos y sus bordes, principalmente entre los 800 y los 1600 m de altitud. Inclusive en bosques de Araucaria angustifolia.

## Descripción
Mide 18 cm de longitud. El pico es bien robusto, con la mandíbula gris azulada. Por arriba es de color pardo, más acanelado en las alas y cola y más negruzco en la corona; la frente, la cara y la amplia lista superciliar son de color canela con una fina línea negruzca desde el pico atravesando el ojo hasta la nuca. Por abajo es de color pardo acanelado apagado.

## Estado de conservación
La tangara parda ha sido calificada como casi amenazada por la Unión Internacional para la Conservación de la Naturaleza (IUCN) debido a su escasez y a la sospecha de que su población, todavía no cuantificada, esté en decadencia moderadamente rápida a lo largo de su zona por causa de la pérdida de hábitat.

## Comportamiento
Es encontrada en parejas o en pequeños grupos, que con frecuencia acompañan bandadas mixtas; forrajea principalmente trepando a lo largo de grandes ramas, inspeccionando epífitas y hojas muertas; cuando está en reposo generalmente posa de forma erecta.

### Vocalización
Es silencioso; el canto, poco oído, es un «chi-ch-chzíi» con una inflexión acendente.

## Sistemática

### Descripción original
La especie O. abeillei fue descrita por primera vez por el ornitólogo francés René Primevère Lesson en 1839 bajo el nombre científico Pyrrhula abeillei; su localidad tipo es: «Brasil, sugerido Río de Janeiro».
El género Orchesticus fue propuesto por el ornitólogo alemán Jean Cabanis en 1851.

### Etimología
El nombre genérico masculino «Orchesticus» proviene del griego «orkhēstikos» que significa «bueno de danza»;   y el nombre de la especie «abeillei», conmemora al coleccionador y naturalista francés M. Abeillé (fl. 1839) y su esposa Félice.

### Taxonomía
Es monotípica. Los amplios estudios filogenéticos de Burns et al. (2014) sitúan al presente género en una pequeña subfamilia Orchesticinae junto a Parkerthraustes.